# Devlet II Giray
Devlet II Giray est un khan de Crimée ayant régné de 1699 à 1702 puis de 1708 à 1713.

## Origine
Devlet II Giray est le fils aîné de Sélim Ier Giray.

## Règne
Devlet Giray devient qalgha ou kalgay (i.e. premier héritier) pendant le second règne de son père. Il conserve cette fonction sous les khans Saadet II Giray et Safa Giray qui occupent le trône entre le deuxième et le troisième règnes de Sélim Ier. De nouveau kalgay de son père lorsqu'il occupe le trône une troisième fois, Devlet Giray a donc exercé cette fonction de manière continue pendant 15 ans de juin 1684 à janvier 1699.
Develt II Giray devient khan lorsque son père renonce au pouvoir en sa faveur en janvier 1699, mais il doit lui rendre le trône en décembre 1702. Devlet II se réfugie en Circassie et se révolte. Capturé, il reçoit le pardon de son père.
Il redevient khan en décembre 1708 après les règnes de ses frères cadets Ghazi III Giray et Qaplan Ier giray. En 1711, par le traité de Falksen, les Russes doivent rendre la place d'Azov qu'ils occupaient depuis le traité de Karlowitz.
Devlet II Giray est démis de ses fonctions et exilé à Rhodes à la suite d'une plainte du roi Charles XII de Suède qui lui reproche son manque d'égard envers lui auprès de son allié le sultan.

## Postérité
Devlet II Giray laisse quatre fils :
- Fetih II Giray ;
- Arslan Giray ;
- Krim Giray ;
- Ahmet Giray, père des khans Sahib II Giray et Chahin Giray.